# Эйджи, Джеймс
Джеймс Ру́фус Э́йджи (англ. James Rufus Agee; 27 ноября 1909, Ноксвилл — 16 мая 1955, Нью-Йорк) — американский писатель, поэт, сценарист и журналист.

## Биография
Родился в Ноксвилле в семье Хью Джеймса Эйджи и Лоры Уитмен Тайлер. Детство и юность провёл там же.
Поступил в Гарвардский университет, где был главным редактором студенческой газеты. После университета стал автором «Fortune» и «Time», в 1934 году опубликовал свою единственную книгу стихов Permit Me Voyage, предисловие к которой написал известный поэт Арчибальд МакЛиш. В 1933—1938 годах был женат на Вие Сондерс, сразу после развода женился во второй раз — на Альме Мэйлмэн.
Летом 1936 года, во время Великой депрессии, Эйджи провел восемь недель по заданию Fortune вместе с фотографом Уокером Эвансом, живя среди издольщиков в Алабаме. Хотя Fortune не опубликовал его статью, Эйджи превратил материал в книгу под названием «Давайте теперь восхваляем известных людей» (1941).
В 1940-е годы Эйджи был штатным кинокритиком сначала в «Time», а затем в «The Nation». В 1941 году жена Эйджи Альма оставила его, и он начал жить с Мией Фритч. Они поженились в 1946.
С 1948 года Эйджи не состоял в штате никакого издания, продолжая публиковаться в разных журналах как внештатный автор. В это время он начал работать как сценарист. Эйджи написал сценарии к двум известным фильмам — «Африканской королеве» и «Ночи охотника». Он подружился с фотографом Хелен Левитт.
В 1951 году Эйджи, страдавший алкоголизмом, перенёс первый инфаркт. Второй инфаркт случился с ним через четыре года, 16 мая 1955 года, и в результате его Эйджи скончался в возрасте 45 лет. Через два года после смерти Эйджи был опубликован его роман «Смерть в семье», основанный на событиях, произошедших в жизни автора; годом позже ему была посмертно присуждена Пулитцеровская премия.
После смерти Эйджи также были собраны в одну книгу его критические статьи о кино, а также была повторно опубликована и получила широкое признание книга «Давайте воздадим почести знаменитым мужам», написанная в 1941 году и тогда незамеченная.